# Irmáns García Nodal
El Irmáns García Nodal es un buque de salvamento y apoyo, del Servizo de Gardacostas de Galicia, dependiente de la Consellería do Mar de la Xunta de Galicia.
Lleva su nombre en honor a los hermanos Bartolomé y Gonzalo García de Nodal, navegantes pontevedreses que reconocieron el estrecho de Magallanes en 1619.

## Equipamiento
Cuenta con dos embarcaciones de rescate con waterjets, laboratorios para investigación, maquinillas de pesca y científicas, 300 m de barrera para lucha contra la contaminación, dos skimmers, seis tanques flotantes, sistema de lucha contra incendios, búsqueda por infrarrojos y un centro de mando y control.